# Skyler Cooper
Skyler Cooper es un actor y activista estadounidense. Cooper es conocido por interpretar papeles tanto masculinos como femeninos. Cooper declaró que después de ser neutral en cuanto al género durante la mayor parte de su vida, "cuando lanzo mi sitio web como persona transgénero, me identifico como "Él" y con pronombres masculinos".

## Educación
Skyler Cooper fue asesorado por el entrenador en funciones Phil Bennett. También asistió a sus Theatre Labs para aprender teatro contemporáneo.

## Carrera
Un entrenador de actuación le dijo una vez a Cooper que tendría que permanecer en el armario por el bien de su carrera. Cambió de entrenador y posteriormente tuvo éxito actuando en cine y teatro específicamente queer. Actuó por primera vez en el escenario con la producción de 2000 de Liquid Fire. Luego, en 2003 protagonizó el documental Butch Mystique. En 2012, escribió, dirigió, produjo y actuó en el cortometraje Hero Mars (que se estrenó en 2013). 
Cooper protagonizó el cortometraje Frederica, así como Hooters, un documental sobre la realización de The Owls. Cooper apareció en el episodio "Lesbians Gone Wild" de RuPaul's Drag U en 2011. Cooper también apareció en películas como The Owls de Cheryl Dunye, Insomniacs y Elena Undone. En el escenario, Cooper fue elegido para interpretar a Otelo en la interpretación de Othello Staged Reading del Impact Theatre (que subvirtió intencionalmente la dinámica de género y raza al elegir a un actor queer negro).
En el 2018 interpretó el papel de Trish en Lasso.

### Hero Mars
Hero Mars ganó el premio al Mejor Cortometraje de 2014 en el Festival de Cine Bronze Lens. 

## Vida personal
Cooper tiene experiencia en culturismo y es descrito como musculoso. Ha trabajado en Gold's Gym como entrenador personal. Fue coordinador de fitness en el ejército. Cooper es originario de Nueva York. Su padre es un ministro bautista.